# SFRP5
SFRP5 (англ. Secreted frizzled related protein 5) – білок, який кодується однойменним геном, розташованим у людей на короткому плечі 10-ї хромосоми. Довжина поліпептидного ланцюга білка становить 317 амінокислот, а молекулярна маса — 35 563.
| 10         |  | 20         |  | 30         |  | 40         |  | 50         |
| ---------- |  | ---------- |  | ---------- |  | ---------- |  | ---------- |
| MRAAAAGGGV |  | RTAALALLLG |  | ALHWAPARCE |  | EYDYYGWQAE |  | PLHGRSYSKP |
| PQCLDIPADL |  | PLCHTVGYKR |  | MRLPNLLEHE |  | SLAEVKQQAS |  | SWLPLLAKRC |
| HSDTQVFLCS |  | LFAPVCLDRP |  | IYPCRSLCEA |  | VRAGCAPLME |  | AYGFPWPEML |
| HCHKFPLDND |  | LCIAVQFGHL |  | PATAPPVTKI |  | CAQCEMEHSA |  | DGLMEQMCSS |
| DFVVKMRIKE |  | IKIENGDRKL |  | IGAQKKKKLL |  | KPGPLKRKDT |  | KRLVLHMKNG |
| AGCPCPQLDS |  | LAGSFLVMGR |  | KVDGQLLLMA |  | VYRWDKKNKE |  | MKFAVKFMFS |
| YPCSLYYPFF |  | YGAAEPH    |  |            |  |            |  |            |

A: Аланін

C: Цистеїн

D: Аспарагінова кислота

E: Глутамінова кислота

F: Фенілаланін

G: Гліцин

H: Гістидин

I: Ізолейцин

K: Лізин

L: Лейцин

M: Метіонін

N: Аспарагін

P: Пролін

Q: Глутамін

R: Аргінін

S: Серин

T: Треонін

V: Валін

W: Триптофан

Кодований геном білок за функцією належить до білків розвитку. 
Задіяний у таких біологічних процесах, як диференціація клітин, сигнальний шлях Wnt. 
Секретований назовні.